# Ancorina corticata
Ancorina corticata är en svampdjursart som beskrevs av Claude Lévi 1964. Ancorina corticata ingår i släktet Ancorina och familjen Ancorinidae. Inga underarter finns listade i Catalogue of Life.